# Inga Englund-Kihlman
Inga Charlotta Englund-Kihlman, folkbokförd som Inga Charlotta Kihlman, född Englund 8 maj 1905 i Göteborgs domkyrkoförsamling, Göteborg, död 24 april 1979 i Karl Johans församling, Göteborg, var en svensk konstnär. Hon räknas till Göteborgskoloristerna.
Inga Englund-Kihlman var dotter till grosshandlaren Leopold Englund och Thorborg Hoppe. Hon studerade vid Valands målarskola 1924–1929 med Tor Bjurström som lärare samt under resor i Tyskland och Frankrike. Hon har gjort barnstudier, målat landskap, bland annat vinterbilder, och blommor.
Tillsammans med Karin Parrow, Inge Schiöler, Ragnvald Magnusson och Erling Ärlingsson ställde hon ut i Göteborg 1930. Englund-Kihlman hade ett flertal separatutställningar, de flesta i Göteborg men även i Stockholm och i Lund,  och hon medverkade i samlingsutställningen Svenska akvareller på Konstakademien 1947 och med Nordiska konstnärinnor på Liljevalchs konsthall 1948. Separat ställde hon ut på Göteborgs konsthall 1950. Hennes konst består av barnskildringar, blomsterstilleben, interiörer och landskap med vintermotiv. Englund-Kihlman är representerad vid Göteborgs konstmuseum samt på Gävle museum.
Inga Englund-Kihlman var från 1931 gift med advokaten Urban Natanael Kihlman (1898–1986). De hade tre döttrar. Döttrarna Annika och Inger blev även de konstnärer, keramikkonstnär respektive grafiker. Hon är liksom sin man gravsatt i minneslund på Västra kyrkogården, Göteborg.